# Halowe Mistrzostwa Europy w Lekkoatletyce 1974 – trójskok mężczyzn
Trójskok mężczyzn – jedna z konkurencji technicznych rozgrywanych podczas halowych lekkoatletycznych mistrzostw Europy w hali Scandinavium w Göteborgu. Rozegrano od razu finał 10 marca 1974. Zwyciężył reprezentant Polski Michał Joachimowski, który ustanowił nieoficjalny halowy rekord świata wynikiem 17,03 m. Tytułu zdobytego na poprzednich mistrzostwach nie bronił Carol Corbu z Rumunii.

## Rezultaty
Rozegrano od razu finał, w którym wzięło udział 10 skoczków.

Opracowano na podstawie materiału źródłowego.
| Poz. | Zawodnik             | Reprezentacja | Próby | Próby | Próby | Próby | Próby | Próby | Wynik | Uwagi |
| Poz. | Zawodnik             | Reprezentacja | 1     | 2     | 3     | 4     | 5     | 6     | Wynik | Uwagi |
| ---- | -------------------- | ------------- | ----- | ----- | ----- | ----- | ----- | ----- | ----- | ----- |
| 01 ! | Michał Joachimowski  | Polska        | 14,46 | 15,63 | 17,03 | 16,60 | 14,75 | x     | 17,03 | WR    |
| 02 ! | Michaił Bariban      | ZSRR          | 15,94 | 15,92 | 16,25 | 16,62 | 16,41 | 16,88 | 16,88 |       |
| 03 ! | Bernard Lamitié      | Francja       | 16,34 | 16,19 | x     | –     | 16,44 | 16,56 | 16,56 |       |
| 4.   | Ryszard Garnys       | Polska        | 15,90 | 15,99 | 16,38 | 16,36 | 16,51 | x     | 16,51 |       |
| 5.   | Jörg Drehmel         | NRD           | 16,04 | 16,20 | 16,26 | 16,38 | 16,46 | 16,48 | 16,48 |       |
| 6.   | Richard Kick         | RFN           | x     | 15,85 | 15,14 | 15,26 | x     | 15,61 | 15,85 |       |
| 7.   | Christian Valétudie  | Francja       | x     | 15,71 | 15,24 | –     | x     | x     | 15,71 |       |
| 8.   | Mariano Pérez        | Hiszpania     | 15,04 | 15,68 | 14,48 | x     | x     | x     | 15,68 |       |
| 9.   | Apostolos Katinionis | Grecja        |       |       |       |       |       |       | 15,66 |       |
| 10.  | Wiktor Saniejew      | ZSRR          |       |       |       |       |       |       | 15,34 |       |